# 濡须之战 (217年)
濡须之战，又作濡须口之战，于东汉末年建安二十二年（217年）发生在军阀孙权与曹操之间。2年前，孙权试图夺取合肥要塞，但因突发疾病和荡寇将军张辽率领的曹军坚决抵抗而败。从此曹操准备反攻孙权，亲自率水军赴濡须决战。
此战不可与先前建安十八年（213年）的濡须之战混淆。

## 战役
曹操大军到达战场前，孙权部下庐江太守吕蒙已开始加固濡须坞防线，为孙权留下了运输和撤退路线。
而曹操也将合肥要塞经营为前线阵地，与征东将军张辽屯兵，又命徐州刺史臧霸和青州刺史孙观调他们的青州兵来战场。建安二十一年（216年）十月，已进封魏王的曹操治军，出兵进攻孙权，十一月到达谯，并以官位煽动鄱阳人尤突及费栈等山越造反，丹杨郡的陵阳、始新及泾县三县都起事响应，响应者达到数万人，但因贺齐与陆逊领兵击败尤突，平定余党及三县，曹操策动山越作乱失败。而且贺齐和陆逊从中挑选精兵及强者数万人，补充加入到孙权军进行作战。同年，曹操诛杀图谋渡江投靠孙权的琅邪王刘熙。
曹操此次出征还带上了自己的爱妾卞夫人以及卞夫人长子曹丕和曹丕的子女曹叡、曹氏（后来的东乡公主）。
217年正月，曹操进军居巢。二月，曹操率号四十万步骑大军向濡须坞推进，屯江西郝溪（在居巢东、濡须西），临江饮马时，孙权率军七万赴援，派出荡寇中郎将凌统、中郎将徐盛等应战，在濡须口筑城拒守。曹操以徐州刺史臧霸与征东将军张辽为前锋，曹军遭遇霖雨，江水上涨，孙权的船稍进，曹军将士皆不安。张辽想退兵，臧霸劝止，说曹操不会罔顾他们。次日曹操果然有命令。张辽告诉曹操，曹操欣赏臧霸，拜扬威将军，假节。
孫權又派遣甘寧領三千兵為前部督，命令他夜襲曹營，甘寧遂挑選出百多人隨己進攻，進營壘內殺了數十人，曹軍受驚鼓譟亮火照明，而甘寧已退還。曹操进逼，孙权退军。吕蒙占据濡须坞防守，以强弩万张御敌，并攻破了曹操没有完成的前锋屯，击退曹军；曹军分兵袭击濡须东北历阳的横江渡口时，徐盛的蒙衝被风吹到曹军岸下，诸将恐惧不敢出，只有徐盛率军上岸杀敌，曹军受损后撤退，风停后徐盛回军，得到孙权的赞赏。孙观阵亡，曹操暂时放弃进攻。战局不如曹操预料的乐观，于是他渡河设立大量营寨，准备长期作战。
面对越来越多的曹操军，孙权命诸将维持防线，曹军不能破。
相持一月有余后，三月，孙权令都尉徐详拜访曹操，上表请求投降，并劝进曹操称帝。曹操派使者修好，约定结姻后撤军，但在居巢留下伏波将军夏侯惇、曹仁、张辽、臧霸及夏侯惇所督二十六军。此举意味着曹操已经将防御孙权的前线从合肥推进到了居巢。此战期间发生瘟疫，曹操手下兖州刺史司马朗亲自巡视，染病而亡。曹操撤军返回途中，侍中王粲也病亡。同年，孙权军的鲁肃、凌统也去世。
直到219年曹操因被刘备手下大将关羽攻打而与孙权结盟，居巢和合肥的曹军才被撤走，但次年曹操的继承人曹丕即将军队派回。

## 参战人物
| - 孙权 - 都督鲁肃（病亡） - 庐江太守濡须督吕蒙 - 荡寇将军蒋钦 - 平虏将军周泰 - 偏將軍董襲（淹死） - 前部督甘宁 - 偏將軍凌统（病亡） - 中郎将徐盛 - 临川太守朱然 - 都尉徐详 | - 丞相魏王曹操 - 伏波将军夏侯惇 - 行骁骑将军曹仁 - 徐州刺史臧霸 - 征东将军张辽 - 兖州刺史司马朗（病亡） - 主簿司马懿 - 侍中王粲（病亡） - 偏將軍孫觀（戰死） |

## 时下引用
此战在光荣游戏《真・三國無双4 猛将伝》中为可玩阶段。如玩家操纵孙权方，可用甘宁夜袭赢得战役。在该游戏的早期版本中，此战与逍遥津之战合并。